# Julie Walters
Julie Walters (født 22. februar 1950) er en engelsk skuespiller og forfatter. Hun har modtaget to Oscar-nomineringer og er blandt andet kendt for sin rolle som Molly Weasley i Harry Potter-filmene, Rosie i de to Mamma Mia! musical-film, samt roller i danske biografsuccesser som Calendar Girls, Becoming Jane, One Chance og Mary Poppins vender tilbage.

## Karriere
Julie Walters fik sin spillefilmsdebut med Lærenemme Rita overfor Michael Caine, en rolle som hun opførte i teatret. Ved casting af filmen skulle oprindeligt været gået til Dolly Parton, eftersom Walters involvering ikke blev anset som værende indkomst-dygtigt. Efter Caine blev hyret til filmen, blev Walters garanteret rollen. Hun blev nomineret til en Oscar for hendes præstation. Filmen solgte 54.299 billetter i Danmark. Efterfølgende fokuserede hun på en karriere inden for teater og britiske tv-produktioner. Hun fik popularitet i England på baggrund af hendes samarbejde med Victoria Wood, hvor hun bl.a. kreerede den folkekære figur Mrs. Overall, fra komedieserien Acorn Antiques. Hun havde dog enkelte roller i filmproduktioner, bl.a. Buster overfor Phil Collins og Stephen Frears komedie Spids ørerne, smukke.

### 2000'erne
Omkring årtusindeskiftet blev hun mere aktiv inden for spillefilm. Hun spillede ballet-træneren Fru Wilkinson i Stephen Daldrys drama Billy Elliot, som indbragte hende endnu en Oscar-nominering. Efterfølgende havde hun biografsucces med rollen som heksen Molly Weasley i Harry Potter og De Vises Sten, en rolle hun opførte yderligere fem gange. Hun spillede Annie i Calendar Girls overfor Helen Mirren, som solgte 218.656 billetter i Danmark. Hun medvirkede i 2006 i filmen Driving Lessons overfor Rupert Grint, som også er hendes søn Ron Weasley i Harry Potter-filmene. I 2007 spillede hun overfor Anne Hathaway, James McAvoy og Maggie Smith i periode-dramaet Becoming Jane, der markerede endnu en dansk biografsucces for Walters, med 127.885 solgte billetter. Mere succes fik hun med hendes medvirken i Mamma Mia! overfor Meryl Streep, Colin Firth, Stellan Skarsgaard og Pierce Brosnan. Filmen indløste 452.019 billetter i danske biografer i løbet af sommeren 2008. Walters optrådte på filmens soundtrack, hvor hun leverede vokaler på coverversioner af flere ABBA-sange, heriblandt Dancing Queen, Money, Money, Money og Super Trouper.

### 2010'erne
Igennem 2010'erne var hun igen aktuel som Molly Weasley i de to afsluttende film i Harry Potter-serien. Den sidste film i serien inkluderede en fysisk krævende scene mellem Walters og Helena Bonham Carter, som finder sted i seriens klimaks. Hun spillede overfor James Corden i David Frankels biografiske drama One Chance om Poul Potts, som solgte 110.043 billetter i Danmark. Hun optrådte som Fru Bird i to film baseret på den litterære figur Paddington Bjørn, overfor Sally Hawkins, Hugh Grant og Nicole Kidman. Hun var aktuel i den britiske dramaserie Imperiets sensommer, der var sin tids dyreste tv-produktion for britiske ITV. Serien blev i Danmark lanceret på DR1. Hun havde en lille rolle som Mrs. Kehoe i immigrations-dramaet Brooklyn med Saoirse Ronan, som blev Walters første film der modtog en Oscar-nominering for Bedste Film. Walters selv modtog en BAFTA nominering for hendes præstation.
I 2017 blev hun tildelt Dame-titel af Elizabeth 2. af Storbritannien, på baggrund af hendes bidrag til skuespil.
I 2018 vendte Walters tilbage til musical-genren med to film. Hun genopførte sin rolle som Rosie i Mamma Mia! Here We Go Again, hvor hun opførte ABBA-sangene Angel Eyes og I've Been Waiting For You i duet med Christine Baranski og Amanda Seyfried. Hun spillede husholdersken Ellen i Mary Poppins vender tilbage, der også havde Emily Blunt og Meryl Streep på rollelisten. Walters optræder kort på filmens soundtrack i sangen Nowhere To Go But Up, hvor Angela Lansbury, Colin Firth og Ben Whishaw også er krediterede som solister.
I 2019 annoncerede hun en midlertidig pause fra skuespil, efter nogle aktive år i branchen.

## Filmografi
| År   | Titel                                   | Rolle               | Instruktør         | Note            | Dansk Billetsalg |
| ---- | --------------------------------------- | ------------------- | ------------------ | --------------- | ---------------- |
| 1983 | Lærenemme Rita                          | Susan "Rita" White  | Lewis Gilbert      |                 | 54.299           |
| 1985 | Fri os for mænd                         | Fran                | John Goldschmidt   |                 | 656              |
| 1985 | Dreamchild                              | Dørmus              | Gavin Millar       | Stemme          |                  |
| 1985 | Car Trouble                             | Jacqueline Spong    | David Green        |                 |                  |
| 1987 | Personal services - smæk for skillingen | Christina Painter   | Terry Jones        |                 | 9453             |
| 1987 | Spids ørerne, smukke                    | Elsie Orton         | Stephen Frears     |                 | 4076             |
| 1988 | Buster                                  | June Edwards        | David Green        |                 | 90.142           |
| 1988 | Mack the Knife                          | Mrs Peachum         | Menahem Golan      |                 |                  |
| 1990 | Killing Dad or How to Love Your Mother  | Judith              | Michael Austin     |                 |                  |
| 1991 | Stepping Out                            | Vera                | Lewis Gilbert      |                 |                  |
| 1992 | Just like a Woman                       | Monica              | Christopher Monger |                 | 2372             |
| 1994 | Sister My Sister                        | Madame Danzard      | Nancy Meckler      |                 |                  |
| 1996 | Intimate Relations                      | Marjorie Beasley    | Philip Goodhew     |                 |                  |
| 1997 | Bathtime                                | Miss Gideon         | Russell Michaels   | Kortfilm        |                  |
| 1998 | Girls Night                             | Jackie Simpson      | Nick Hurran        |                 | 9192             |
| 1998 | Titanic Town                            | Bernie McPhelimy    | Roger Michell      |                 |                  |
| 2000 | Billy Elliot                            | Mrs Wilkinson       | Stephen Daldry     |                 | 74.211           |
| 2001 | Lover's Prayer                          | Princess Zasyekin   | Reverge Anselmo    |                 |                  |
| 2001 | Harry Potter og De Vises Sten           | Molly Weasley       | Chris Columbus     |                 | 859.027          |
| 2002 | Harry Potter og Hemmelighedernes Kammer | Molly Weasley       | Chris Columbus     |                 | 766.122          |
| 2002 | Before You Go                           | Theresa             | Lewis Gilbert      |                 |                  |
| 2003 | Calendar Girls                          | Annie               | Nigel Cole         |                 | 218.656          |
| 2004 | Harry Potter og Fangen fra Azkaban      | Molly Weasley       | Alfonso Cuarón     |                 | 630.637          |
| 2004 | Mickybo and Me                          | Mor                 | Terry Loane        |                 |                  |
| 2005 | Wah-Wah                                 | Gwen Traherne       | Richard E. Grant   |                 |                  |
| 2006 | Driving Lessons                         | Evie Walton         | Jeremy Brock       |                 |                  |
| 2007 | Harry Potter og Fønixordenen            | Molly Weasley       | David Yates        |                 | 646.362          |
| 2007 | Becoming Jane                           | Mrs Austen          | Julian Jarrold     |                 | 127.885          |
| 2008 | Mamma Mia!                              | Rosie               | Phyllida Lloyd     |                 | 452.019          |
| 2009 | Harry Potter og Halvblodsprinsen        | Molly Weasley       | David Yates        |                 | 597.271          |
| 2010 | Harry Potter og Dødsregalierne - del 1  | Molly Weasley       | David Yates        |                 | 587.776          |
| 2011 | Harry Potter og Dødsregalierne - del 2  | Molly Weasley       | David Yates        |                 | 651.638          |
| 2011 | Gnomeo & Julie                          | Frøken Montague     | Kelly Asbury       | Stemme          | 24.193           |
| 2012 | Modig                                   | Heks                | Brenda Chapman     | Stemme          | 221.705          |
| 2013 | Effie Gray                              | Margaret Cox Ruskin | Richard Laxton     |                 |                  |
| 2013 | Justin Og De Tapre Riddere              | Gran                | Manuel Sicilia     | Stemme          |                  |
| 2013 | One Chance                              | Yvonne Potts        | David Frankel      |                 | 110.043          |
| 2013 | The Harry Hill Movie                    | Harrys Bedstemor    | Steve Bendelack    |                 |                  |
| 2014 | Paddington                              | Fru Bird            | Paul King          |                 | 98.261           |
| 2015 | Brooklyn                                | Fru Kehoe           | John Crowley       |                 | 29.658           |
| 2017 | Film Stars Don't Die in Liverpool       | Bella Turner        | Paul McGuigan      |                 |                  |
| 2017 | Paddington 2                            | Fru Bird            | Paul King          |                 | 78.822           |
| 2018 | Mesterdetektiven Sherlock Gnomes        | Frøken Montague     | John Stevenson     | Stemme          | 24.193           |
| 2018 | Mamma Mia! Here We Go Again             | Rosie               | Ol Parker          |                 | 332.235          |
| 2018 | Mary Poppins vender tilbage             | Ellen               | Rob Marshall       |                 | 25.772           |
| 2019 | Wild Rose                               | Marion              | Tom Harper         |                 |                  |
| 2019 | Dronningens Corgi                       | Dronning            | Vincent Kesteloot  | Stemme          |                  |
| 2020 | Den Hemmelige Have                      | Fru Medlock         | Marc Munden        | Post-produktion |                  |

## TV
| År         | Titel                                     | Rolle                    | Note            |
| ---------- | ----------------------------------------- | ------------------------ | --------------- |
| 1975       | Second City Firsts                        | Terry                    | 1 afsnit        |
| 1977       | The Liver Birds                           | Pige til operation       | 1 afsnit        |
| 1978       | Me—I'm Afraid of Virginia Woolf           | Kvinde i venteværelse    | TV film         |
| 1978, 1982 | Play for Today                            | Debbie/Valerie           | 2 afsnit        |
| 1979       | Empire Road                               | Jean Watson              | 2 afsnit        |
| 1979       | Talent                                    | Julie Stephens           |                 |
| 1979–1981  | Screenplay                                | Frances/Julie            | 3 afsnit        |
| 1980       | Nearly a Happy Ending                     | Julie Stephens           | TV film         |
| 1981       | Wood and Walters                          | Flere roller             |                 |
| 1981       | Happy Since I Met You                     | Frances                  | TV film         |
| 1981       | BBC2 Playhouse                            | Mrs Morgan               | 1 afsnit        |
| 1982       | Boys from the Blackstuff                  | Angie Todd               | 1 afsnit        |
| 1982       | Objects of Affection                      | June Potter              | 1 afsnit        |
| 1984       | Love and Marriage                         | Bonnie                   | 1 afsnit        |
| 1985       | The Secret Diary of Adrian Mole, Aged 13¾ | Pauline Mole             | 5 afsnit        |
| 1985–1986  | Victoria Wood As Seen on TV               | Flere roller             | 13 afsnit       |
| 1987       | Theatre Night                             | Lulu                     | 1 afsnit        |
| 1986–1987  | Acorn Antiques                            | Mrs. Overall             | 6 afsnit        |
| 1988       | Talking Heads                             | Lesley                   | 1 afsnit        |
| 1989       | Victoria Wood                             | Flere roller             | 3 afsnit        |
| 1991       | Julie Walters and Friends                 | Sig selv/flere roller    |                 |
| 1991       | G.B.H.                                    | Mrs Murray               | 1 afsnit        |
| 1992       | Victoria Wood's All Day Breakfast         | Flere roller             | TV              |
| 1985, 1993 | Screen Two                                | Mavis/Monica             | 2 afsnit        |
| 1993       | The Wedding Gif                           | Diana Longden            | 1 afsnit        |
| 1994       | Bambino Mio                               | Alice                    | TV film         |
| 1994       | Pat and Margaret                          | Pat Bedford              | TV film         |
| 1994       | Requiem Apache                            | Mrs Capstan              | TV film         |
| 1995       | Jake's Progress                           | Julie Diadoni            | 6 afsnit        |
| 1996       | Roald Dahl Rødhætte                       | Rødhætte / Bedstemor     | TV film         |
| 1996       | Brazen Hussies                            | Maureen Hardcastle       | TV film         |
| 1997       | Melissa                                   | Paula Hepburn            | 5 afsnit        |
| 1998       | Jack og Bønnestagen                       | Fairy Godmother          | TV film         |
| 1998       | Talking Heads 2                           | Marjory                  | 1 afsnit        |
| 1998–2000  | dinnerladies                              | Petula                   | 9 afsnit        |
| 1999       | Oliver Twist                              | Mrs Mann                 | 4 afsnit        |
| 2001       | My Beautiful Son                          | Sheila Fitzpatrick       | TV              |
| 2002       | Murder                                    | Angela Maurer            | 4 afsnit        |
| 2003       | The Return                                | Lizzie Hunt              | TV              |
| 2003       | The Canterbury Tales: The Wife of Bath    | Beth                     | TV              |
| 2005       | Ahead of the Class                        | Marie Stubbs             | TV              |
| 2006       | The Ruby in the Smoke                     | Mrs Holland              | TV              |
| 2008       | Filth: The Mary Whitehouse Story          | Mary Whitehouse          | TV              |
| 2009       | A Short Stay in Switzerland               | Dr Anne Turner           | TV              |
| 2009       | Victoria Wood's Mid Life Christmas        | Bo Beaumont/Mrs. Overall | TV              |
| 2010       | Mo                                        | Mo Mowlam                | TV              |
| 2011       | The Jury                                  | Emma Watts               | TV              |
| 2012       | Henry IV, Parts I and II, and Henry V     | Mistress Quickly         | TV film         |
| 2015–2016  | Imperiets Sensommer                       | Cynthia Coffin           | 20 afsnit       |
| 2015       | Very British Problems                     | Fortæller                | TV              |
| 2015       | A Grand Night In: The Story of Aardman    | Fortæller                | TV              |
| 2016       | National Treasure                         | Marie Finchley           | TV              |
| 2017       | Our Friend Victoria                       | Flere roller             | Dokumentarserie |
| 2017       | Coastal Railways with Julie Walters       | Vært                     | Dokumentarserie |
| 2019–nu    | Heathrow: Britain's Busiest Airport       | Fortæller                | Dokumentarserie |

## Privat
Julie Walters er gift med Grant Roffey, sammen har de ét barn. De driver et økologisk landbrug i Essex. Deres datters komplikationer med leukæmi i en tidlig alder udgjorde indholdet i Walters selvbiografiske Baby Talk: The Secret Diary of a Pregnant Woman. På baggrund af hendes datters sygdom, indstillede Walters karrieren i et halvt år og tog de efterfølgende år kun mindre roller i lokale produktioner.

## Filantropi
Julie Walters har arbejdet med at indtjene penge til brystkræft-research.
Hun har kritiseret dramaskoler i England for at være eksklusiv og deres manglende involvering af elever fra lavere engelske socialklasser.